# Traffic (Tiësto)
Traffic is een hitsingle van de Nederlandse club dj Tiësto en is afkomstig van het album "Just Be" uit 2004. Op 22 september 2003 werd het nummer op single uitgebracht.

## Achtergrond
Traffic was uitsluitend in Nederland, België (Vlaanderen), Hongarije, het Verenigd Koninkrijk en de VS een grote hit voor de Nederlandse club dj Tiësto in 2003-2004, afkomstig van zijn nummer 1-album Just Be uit 2004. 
In Nederland was de single in week 39 van 2003 de 545e Megahit op 3FM en stond op zaterdag 11 oktober 2003 op nummer 1  in de publieke hitlijst; de Mega Top 50 op 3FM. In de Top 40 op destijds Radio 538 bleef de single steken op de 2e positie en werd Dancesmash.
In België bereikte de single de 3e positie in de Vlaamse Ultratop 50. In zowel de Vlaamse Radio 2 Top 30 als de Waalse Ultratop 50 werd géén notering behaald.
In Hongarije werd de 7e positie behaald, Schotland de 38e, de VS de 25e in de 'Billboard Hot Dance Club Pay" en in het Verenigd Koninkrijk de 48e positie in de UK Singles Chart.
In de sinds december 1999 jaarlijks uitgezonden NPO Radio 2 Top 2000 van de Nederlandse publieke radiozender NPO Radio 2, staat de single sinds 2016 genoteerd met als hoogste notering een 879e positie in 2020.

## NPO Radio 2 Top 2000
| Nummer met noteringen in de NPO Radio 2 Top 2000 | '16  | '17  | '18  | '19  | '20 | '21 | '22  | '23  | '24  |
| ------------------------------------------------ | ---- | ---- | ---- | ---- | --- | --- | ---- | ---- | ---- |
| Traffic                                          | 1558 | 1214 | 1357 | 1161 | 879 | 905 | 1253 | 1176 | 1366 |

1. ↑  Een vetgedrukt getal geeft de hoogste notering aan.
2. ↑  2016 was het eerste jaar met een notering voor dit nummer.